# 핑거프린트 (영화)
《핑거프린트》(영어: Fingerprints)는 2006년 공개된 미국의 초자연 공포 영화이다. 2006년 10월 16일 로스앤젤레스 국제 공포 영화제 스크림페스트에서 상영되었다. 

## 출연
- 리아 파이프스 - 멜러니 역
- 크리스틴 캐벌레리 - 크리스털 역
- 조시 헨더슨 - 펜 역
- 샐리 커클런드 - 메리 역
- 앤드루 로런스 - 미치 역
- 제프리 루이스 - 킬러 역
- 루 다이아몬드 필립스 - 더그 역
- 애슐리 와트 - 캐럴린 역
- 글렌 젠슨 - 코왈스키 역
- 시드니 할런 - 줄리 역
- 진저 길마틴 - 베서니 역
- 모건 브라운 - 레이놀즈 역
- 벤 홀 - 펄 씨 역
- 딜런 콕스 - 숀 역
- 그레이시 베네클라슨 - 리틀 메리 역
- 켈시 프레더릭슨 - 제시카 역
- 저스틴 배질 - 에밀리 역
- 타이 올리버 - 척 역
- 루카 앱트
- J.R. 쿡
- 대릴 콕스
- 페이턴 더넘
- 브랜던 H. 필즈
- 에이머스 랠스턴

## 기타
- 총괄 제작: 그레이 프레드릭슨, 존 시머넬리
- 배역: 펀 챔피언, 폴 러디
- 미술: 코리 마틴, 패멀라 와그너
- 의상/분장: 제프리 미크, 데린 무어
- 수입: (주)코리아 스크린